# 希米安鄉 (比霍爾縣)
47°29′18″N 22°5′15″E / 47.48833°N 22.08750°E
希米安鄉（羅馬尼亞語：Comuna Șimian, Bihor），是羅馬尼亞的鄉份，位於該國西北部，由比霍爾縣負責管轄，面積92平方公里，海拔高度118米，2007年人口3,845，人口密度每平方公里42人。